# Guidage de missile par infrarouge

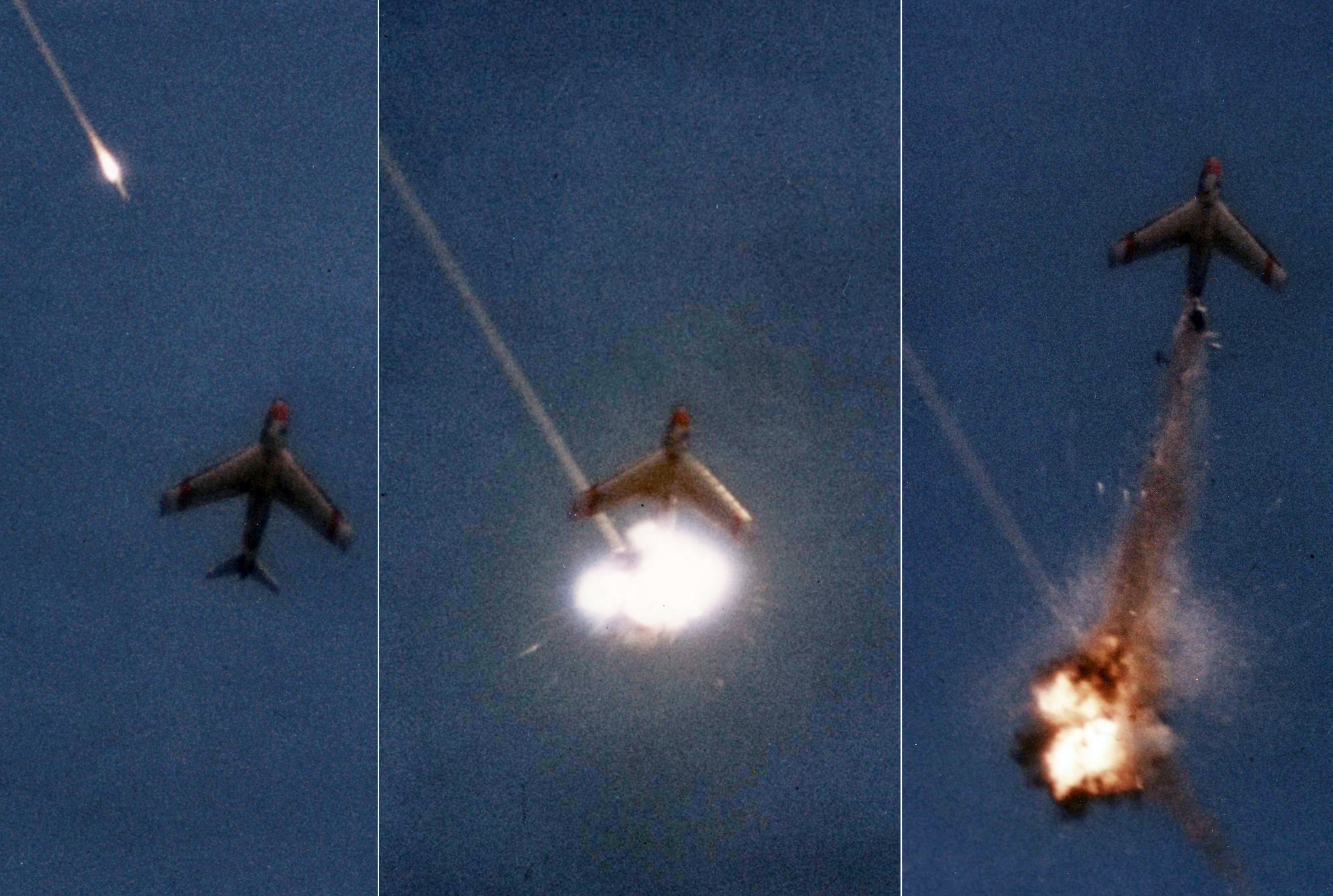
Un missile AIM-9 Sidewinder touche un North American F-86 Sabre lors d’un tir d’exercice à la base China Lake en 1978.

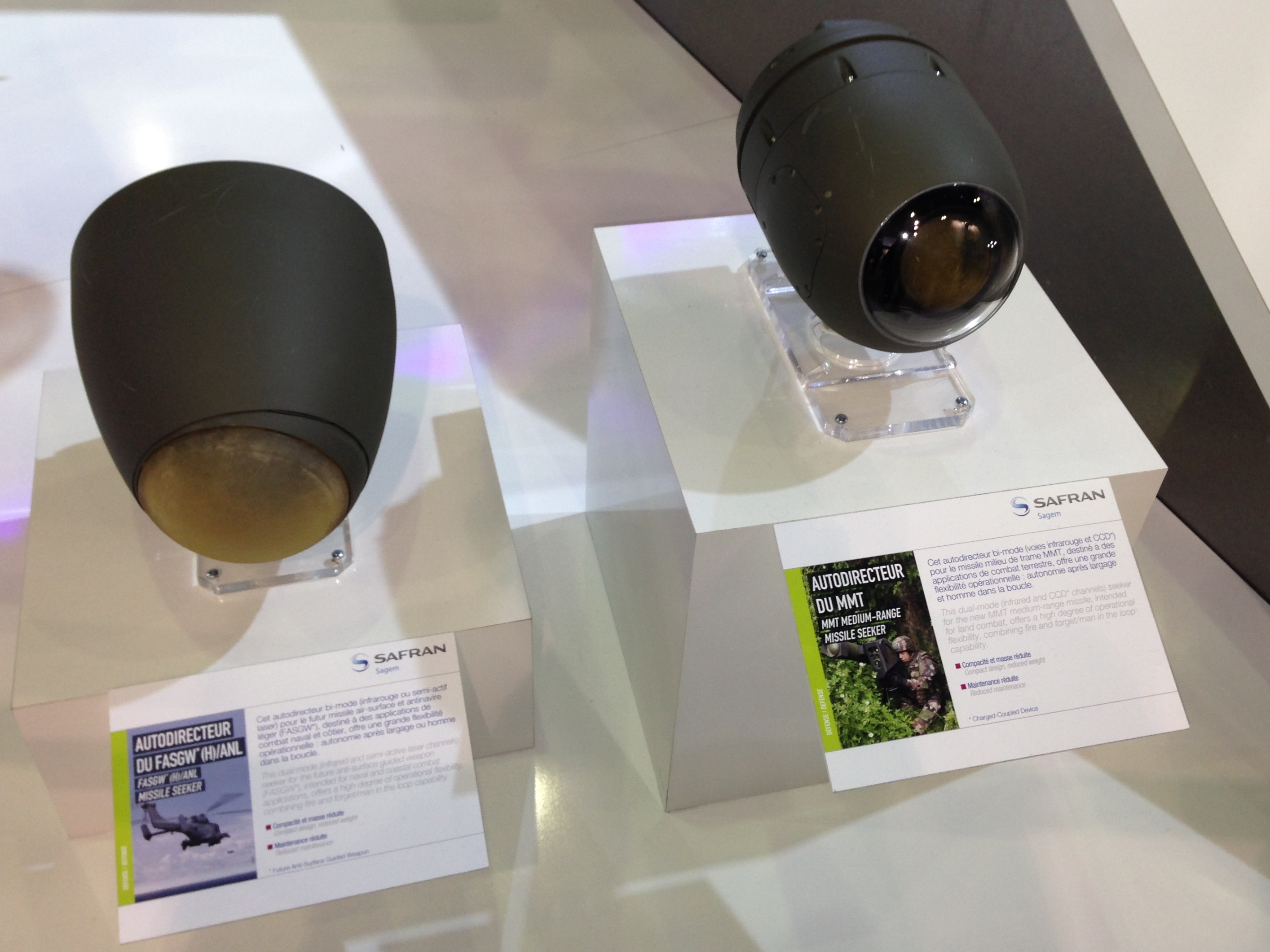
Autodirecteurs infrarouges des missiles antinavires légers et missiles moyenne portée.

Le guidage par infrarouge ou autodirecteur infrarouge ou guidage thermique est un système de guidage à infrarouge passif qui utilise l'émission de lumière infrarouge d'une cible pour la localiser et la suivre. Les missiles qui utilisent le guidage par infrarouge sont souvent appelés « missiles détecteurs de chaleur » ou « missiles à guidage thermique » (heat-seekers en anglais), étant donné que les lumières infrarouges sont fortement émises par des corps chauds. De nombreux objets tels que les personnes, des moteurs de véhicules et des avions génèrent et émettent de la chaleur, et en tant que tels, sont particulièrement visibles dans les longueurs d'onde infrarouges de la lumière, comparés aux objets environnants.
Les missiles guidés par infrarouge sont des dispositifs passifs, qui, à la différence de radar, ne fournissent aucune indication qu'ils sont à la poursuite d'une cible. Cela les rend utiles pour les attaques furtives pendant des rencontres en visuel, ou sur de plus longues portées lorsqu'ils sont utilisés avec un système d'imagerie infrarouge frontale ou un système similaire de ciblage. Cela rend les missiles à guidage thermique extrêmement létaux ; 90 % de toutes les pertes de l'armée américaine en combat aérien pendant les vingt dernières années ont été dues à des missiles à détecteur de chaleur. Ils sont cependant vulnérables à un certain nombre de contremesures simples, en particulier le lâchage de leurres (flare en anglais) pour générer des fausses signatures thermiques. Cela fonctionne seulement si le pilote de l'avion ciblé est conscient du missile et déploie bien les contremesures, et les têtes chercheuses modernes ont rendu ces dernières de plus en plus inefficaces même dans ce cas.
Les premiers appareils infrarouges ont été expérimentés dans l'Entre-deux-guerres. Pendant la Seconde Guerre mondiale, les ingénieurs allemands ont travaillé sur des missiles à guidage thermique, mais n'ont pas eu le temps d'achever le développement avant la fin de la guerre. Des conceptions vraiment pratiques sont restées impossibles jusqu'à l'introduction du radar à balayage conique et de la miniaturisation des tubes électroniques pendant la guerre. Les systèmes à infrarouge antiaériens ont véritablement commencé à être développés à la fin des années 1940 ; l'électronique, aussi bien que l'ensemble du champ de la fuséologie, étaient des domaines tellement nouveaux que cela exigerait des travaux d'ingénierie considérables avant que les premiers exemples entrent en service au milieu des années 1950. Ces premiers exemples avaient des limites significatives et ont obtenu de très faibles taux de réussite au combat pendant les années 1960. Une nouvelle génération développée dans les années 1970 et 80 a fait de grands progrès et a sensiblement amélioré leur létalité. Les exemples les plus récents, à partir des années 1990 et ensuite, ont la capacité d'attaquer des cibles hors de leur champ de vue, derrière eux, et même de cibler des véhicules au sol.
Le système de capteur infrarouge sur le bout ou sur la tête du missile à guidage thermique est appelé « tête chercheuse ». Le code abrégé de l'OTAN pour un tir de missile air-air guidé infrarouge est Fox Two.